# 2011-es női röplabda-Európa-bajnokság
A 2011-es női röplabda-Európa-bajnokság a 27. volt a sportág történetében. A tornát 2011. szeptember 24. és október 2. között közösen rendezte Olaszország és Szerbia. Az Eb mérkőzéseinek Monza, Busto Arsizio, Belgrád és Nagybecskerek adott otthont.

## Lebonyolítás
A tornán 16 ország válogatottja vett részt. A csapatokat 4 darab 4 csapatból álló csoportokba sorsolták. A csoportmérkőzések után az 1. helyezettek közvetlenül az negyeddöntőbe kerültek. A 2–3. helyezettek keresztbe játszással döntötték el a negyeddöntőbe jutást. A negyeddöntőtől egyenes kieséses rendszerben folytatódtak a küzdelmek.

## Csoportkör
| Színmagyarázat                                                          |
| ----------------------------------------------------------------------- |
| A csoportok első helyezettjei bejutottak a negyeddöntőbe.               |
| A csoportok második és harmadik helyezettjei a nyolcaddöntőbe jutottak. |
| A csoportok negyedik helyezettjei kiestek.                              |

A sorrend meghatározása
- Ha a mérkőzésnek 3–0 vagy 3–1 lett a végeredménye, akkor a győztes 3, a vesztes 0 pontot kapott.
- Ha a mérkőzésnek 3–2 lett a végeredménye, akkor a győztes 2, a vesztes 1 pontot kapott.
- Azonos pontszám esetén a több nyert mérkőzés, majd a szettarány, és a pontarány döntött.

A mérkőzések időpontjai helyi idő szerint vannak feltüntetve.

### A csoport
|               |      | Mérkőzések | Mérkőzések | Szettek | Szettek | Szettek | Pontok | Pontok | Pontok |
| Csapat        | Pont | Gy         | V          | Sz+     | Sz–     | SzA     | P+     | P–     | PA     |
| ------------- | ---- | ---------- | ---------- | ------- | ------- | ------- | ------ | ------ | ------ |
| Németország   | 9    | 3          | 0          | 9       | 1       | 9,000   | 245    | 187    | 1,310  |
| Szerbia       | 6    | 2          | 1          | 7       | 4       | 1,750   | 249    | 215    | 1,158  |
| Franciaország | 3    | 1          | 2          | 4       | 6       | 0,667   | 205    | 223    | 0,919  |
| Ukrajna       | 0    | 0          | 3          | 0       | 9       | 0,000   | 152    | 226    | 0,673  |

| 2011. szeptember 24. 17:00 | Németország                       | 3–0 | Ukrajna | Belgrád, Szerbia Nézőszám: 400 |
| 2011. szeptember 24. 17:00 | (25–17, 25–15, 25–17) Jegyzőkönyv |     |         | Belgrád, Szerbia Nézőszám: 400 |

| 2011. szeptember 24. 20:00 | Franciaország                            | 1–3 | Szerbia | Belgrád, Szerbia Nézőszám: 4200 |
| 2011. szeptember 24. 20:00 | (25–20, 15–25, 11–25, 19–25) Jegyzőkönyv |     |         | Belgrád, Szerbia Nézőszám: 4200 |

| 2011. szeptember 25. 17:00 | Franciaország                     | 0–3 | Németország | Belgrád, Szerbia Nézőszám: 400 |
| 2011. szeptember 25. 17:00 | (18–25, 23–25, 18–25) Jegyzőkönyv |     |             | Belgrád, Szerbia Nézőszám: 400 |

| 2011. szeptember 25. 20:00 | Szerbia                           | 3–0 | Ukrajna | Belgrád, Szerbia Nézőszám: 3400 |
| 2011. szeptember 25. 20:00 | (25–18, 25–18, 25–14) Jegyzőkönyv |     |         | Belgrád, Szerbia Nézőszám: 3400 |

| 2011. szeptember 26. 17:00 | Ukrajna                           | 0–3 | Franciaország | Belgrád, Szerbia Nézőszám: 250 |
| 2011. szeptember 26. 17:00 | (24–26, 14–25, 15–25) Jegyzőkönyv |     |               | Belgrád, Szerbia Nézőszám: 250 |

| 2011. szeptember 26. 20:00 | Szerbia                                  | 1–3 | Németország | Belgrád, Szerbia Nézőszám: 3900 |
| 2011. szeptember 26. 20:00 | (22–25, 15–25, 25–18, 17–25) Jegyzőkönyv |     |             | Belgrád, Szerbia Nézőszám: 3900 |

### B csoport
|              |      | Mérkőzések | Mérkőzések | Szettek | Szettek | Szettek | Pontok | Pontok | Pontok |
| Csapat       | Pont | Gy         | V          | Sz+     | Sz–     | SzA     | P+     | P–     | PA     |
| ------------ | ---- | ---------- | ---------- | ------- | ------- | ------- | ------ | ------ | ------ |
| Olaszország  | 7    | 2          | 1          | 8       | 4       | 2,000   | 272    | 254    | 1,071  |
| Törökország  | 5    | 2          | 1          | 6       | 6       | 1,000   | 275    | 258    | 1,066  |
| Azerbajdzsán | 3    | 1          | 2          | 5       | 7       | 0,714   | 262    | 283    | 0,926  |
| Horvátország | 3    | 1          | 2          | 4       | 6       | 0,667   | 222    | 236    | 0,941  |

| 2011. szeptember 23. 17:30 | Törökország                              | 3–1 | Azerbajdzsán | Monza, Olaszország Nézőszám: 800 |
| 2011. szeptember 23. 17:30 | (23–25, 25–17, 25–19, 25–21) Jegyzőkönyv |     |              | Monza, Olaszország Nézőszám: 800 |

| 2011. szeptember 23. 20:30 | Horvátország                      | 0–3 | Olaszország | Monza, Olaszország Nézőszám: 3000 |
| 2011. szeptember 23. 20:30 | (19–25, 20–25, 19–25) Jegyzőkönyv |     |             | Monza, Olaszország Nézőszám: 3000 |

| 2011. szeptember 24. 17:30 | Horvátország                      | 3–0 | Törökország | Monza, Olaszország Nézőszám: 1600 |
| 2011. szeptember 24. 17:30 | (25–21, 25–23, 25–22) Jegyzőkönyv |     |             | Monza, Olaszország Nézőszám: 1600 |

| 2011. szeptember 24. 20:30 | Olaszország                              | 3–1 | Azerbajdzsán | Monza, Olaszország Nézőszám: 3900 |
| 2011. szeptember 24. 20:30 | (25–22, 25–22, 21–25, 25–16) Jegyzőkönyv |     |              | Monza, Olaszország Nézőszám: 3900 |

| 2011. szeptember 25. 17:30 | Azerbajdzsán                             | 3–1 | Horvátország | Monza, Olaszország Nézőszám: 1800 |
| 2011. szeptember 25. 17:30 | (27–25, 18–25, 25–21, 25–18) Jegyzőkönyv |     |              | Monza, Olaszország Nézőszám: 1800 |

| 2011. szeptember 25. 20:30 | Olaszország                                    | 2–3 | Törökország | Monza, Olaszország Nézőszám: 4100 |
| 2011. szeptember 25. 20:30 | (25–21, 26–28, 16–25, 25–22, 9–15) Jegyzőkönyv |     |             | Monza, Olaszország Nézőszám: 4100 |

### C csoport
|               |      | Mérkőzések | Mérkőzések | Szettek | Szettek | Szettek | Pontok | Pontok | Pontok |
| Csapat        | Pont | Gy         | V          | Sz+     | Sz–     | SzA     | P+     | P–     | PA     |
| ------------- | ---- | ---------- | ---------- | ------- | ------- | ------- | ------ | ------ | ------ |
| Lengyelország | 9    | 3          | 0          | 9       | 0       | MAX     | 230    | 176    | 1,307  |
| Csehország    | 6    | 2          | 1          | 6       | 3       | 2,000   | 220    | 185    | 1,189  |
| Románia       | 3    | 1          | 2          | 3       | 6       | 0,500   | 202    | 210    | 0,962  |
| Izrael        | 0    | 0          | 3          | 0       | 9       | 0,000   | 144    | 225    | 0,640  |

| 2011. szeptember 24. 16:00 | Izrael                           | 0–3 | Lengyelország | Nagybecskerek, Szerbia Nézőszám: 600 |
| 2011. szeptember 24. 16:00 | (23–25, 7–25, 15–25) Jegyzőkönyv |     |               | Nagybecskerek, Szerbia Nézőszám: 600 |

| 2011. szeptember 24. 19:00 | Románia                           | 0–3 | Csehország | Nagybecskerek, Szerbia Nézőszám: 1000 |
| 2011. szeptember 24. 19:00 | (27–29, 19–25, 16–25) Jegyzőkönyv |     |            | Nagybecskerek, Szerbia Nézőszám: 1000 |

| 2011. szeptember 25. 16:00 | Lengyelország                     | 3–0 | Csehország | Nagybecskerek, Szerbia Nézőszám: 500 |
| 2011. szeptember 25. 16:00 | (25–20, 28–26, 25–20) Jegyzőkönyv |     |            | Nagybecskerek, Szerbia Nézőszám: 500 |

| 2011. szeptember 25. 19:00 | Izrael                            | 0–3 | Románia | Nagybecskerek, Szerbia Nézőszám: 650 |
| 2011. szeptember 25. 19:00 | (17–25, 23–25, 14–25) Jegyzőkönyv |     |         | Nagybecskerek, Szerbia Nézőszám: 650 |

| 2011. szeptember 26. 16:00 | Csehország                        | 3–0 | Izrael | Nagybecskerek, Szerbia Nézőszám: 450 |
| 2011. szeptember 26. 16:00 | (25–11, 25–18, 25–16) Jegyzőkönyv |     |        | Nagybecskerek, Szerbia Nézőszám: 450 |

| 2011. szeptember 26. 19:00 | Lengyelország                     | 3–0 | Románia | Nagybecskerek, Szerbia Nézőszám: 800 |
| 2011. szeptember 26. 19:00 | (27–25, 25–18, 25–22) Jegyzőkönyv |     |         | Nagybecskerek, Szerbia Nézőszám: 800 |

### D csoport
|               |      | Mérkőzések | Mérkőzések | Szettek | Szettek | Szettek | Pontok | Pontok | Pontok |
| Csapat        | Pont | Gy         | V          | Sz+     | Sz–     | SzA     | P+     | P–     | PA     |
| ------------- | ---- | ---------- | ---------- | ------- | ------- | ------- | ------ | ------ | ------ |
| Oroszország   | 9    | 3          | 0          | 9       | 2       | 4,500   | 277    | 242    | 1,145  |
| Hollandia     | 6    | 2          | 1          | 7       | 3       | 2,333   | 237    | 209    | 1,134  |
| Spanyolország | 3    | 1          | 2          | 4       | 6       | 0,667   | 218    | 232    | 0,940  |
| Bulgária      | 0    | 0          | 3          | 0       | 9       | 0,000   | 177    | 226    | 0,783  |

| 2011. szeptember 23. 17:30 | Hollandia                         | 3–0 | Spanyolország | Busto Arsizio, Olaszország Nézőszám: 500 |
| 2011. szeptember 23. 17:30 | (25–15, 25–14, 25–17) Jegyzőkönyv |     |               | Busto Arsizio, Olaszország Nézőszám: 500 |

| 2011. szeptember 23. 20:30 | Bulgária                          | 0–3 | Oroszország | Busto Arsizio, Olaszország Nézőszám: 1400 |
| 2011. szeptember 23. 20:30 | (13–25, 24–26, 21–25) Jegyzőkönyv |     |             | Busto Arsizio, Olaszország Nézőszám: 1400 |

| 2011. szeptember 24. 17:30 | Bulgária                          | 0–3 | Hollandia | Busto Arsizio, Olaszország Nézőszám: 1500 |
| 2011. szeptember 24. 17:30 | (23–25, 17–25, 23–25) Jegyzőkönyv |     |           | Busto Arsizio, Olaszország Nézőszám: 1500 |

| 2011. szeptember 24. 20:30 | Oroszország                              | 3–1 | Spanyolország | Busto Arsizio, Olaszország Nézőszám: 1900 |
| 2011. szeptember 24. 20:30 | (32–30, 19–25, 25–20, 25–22) Jegyzőkönyv |     |               | Busto Arsizio, Olaszország Nézőszám: 1900 |

| 2011. szeptember 25. 17:30 | Oroszország                              | 3–1 | Hollandia | Busto Arsizio, Olaszország Nézőszám: 2400 |
| 2011. szeptember 25. 17:30 | (26–24, 24–26, 25–15, 25–22) Jegyzőkönyv |     |           | Busto Arsizio, Olaszország Nézőszám: 2400 |

| 2011. szeptember 25. 20:30 | Spanyolország                     | 3–0 | Bulgária | Busto Arsizio, Olaszország Nézőszám: 1950 |
| 2011. szeptember 25. 20:30 | (25–17, 25–18, 25–21) Jegyzőkönyv |     |          | Busto Arsizio, Olaszország Nézőszám: 1950 |

## Egyenes kieséses szakasz

### Nyolcaddöntők
| 2011. szeptember 27. 17:30 | Törökország                       | 3–0 | Spanyolország | Monza, Olaszország Nézőszám: 350 |
| 2011. szeptember 27. 17:30 | (25–19, 25–17, 25–21) Jegyzőkönyv |     |               | Monza, Olaszország Nézőszám: 350 |

| 2011. szeptember 27. 20:30 | Hollandia                                | 3–1 | Azerbajdzsán | Monza, Olaszország Nézőszám: 420 |
| 2011. szeptember 27. 20:30 | (23–25, 27–25, 25–16, 25–17) Jegyzőkönyv |     |              | Monza, Olaszország Nézőszám: 420 |

| 2011. szeptember 28. 17:00 | Szerbia                           | 3–0 | Románia | Belgrád, Szerbia Nézőszám: 800 |
| 2011. szeptember 28. 17:00 | (25–19, 25–15, 25–20) Jegyzőkönyv |     |         | Belgrád, Szerbia Nézőszám: 800 |

| 2011. szeptember 28. 20:00 | Csehország                               | 3–1 | Franciaország | Belgrád, Szerbia Nézőszám: 200 |
| 2011. szeptember 28. 20:00 | (25–21, 23–25, 25–14, 25–14) Jegyzőkönyv |     |               | Belgrád, Szerbia Nézőszám: 200 |

### Negyeddöntők
| 2011. szeptember 28. 17:30 | Oroszország                       | 0–3 | Törökország | Monza, Olaszország Nézőszám: 1100 |
| 2011. szeptember 28. 17:30 | (25–27, 21–25, 19–25) Jegyzőkönyv |     |             | Monza, Olaszország Nézőszám: 1100 |

| 2011. szeptember 28. 20:30 | Olaszország                              | 3–1 | Hollandia | Monza, Olaszország Nézőszám: 4500 |
| 2011. szeptember 28. 20:30 | (25–21, 25–20, 21–25, 25–18) Jegyzőkönyv |     |           | Monza, Olaszország Nézőszám: 4500 |

| 2011. szeptember 29. 17:00 | Németország                       | 3–0 | Csehország | Belgrád, Szerbia Nézőszám: 300 |
| 2011. szeptember 29. 17:00 | (25–18, 25–20, 25–17) Jegyzőkönyv |     |            | Belgrád, Szerbia Nézőszám: 300 |

| 2011. szeptember 29. 20:00 | Lengyelország                     | 0–3 | Szerbia | Belgrád, Szerbia Nézőszám: 3100 |
| 2011. szeptember 29. 20:00 | (14–25, 20–25, 24–26) Jegyzőkönyv |     |         | Belgrád, Szerbia Nézőszám: 3100 |

### Elődöntők
| 2011. október 1. 17:00 | Németország                       | 3–0 | Olaszország | Belgrád, Szerbia Nézőszám: 1000 |
| 2011. október 1. 17:00 | (25–22, 25–22, 25–17) Jegyzőkönyv |     |             | Belgrád, Szerbia Nézőszám: 1000 |

| 2011. október 1. 20:00 | Szerbia                                         | 3–2 | Törökország | Belgrád, Szerbia Nézőszám: 8500 |
| 2011. október 1. 20:00 | (25–10, 25–22, 23–25, 23–25, 15–12) Jegyzőkönyv |     |             | Belgrád, Szerbia Nézőszám: 8500 |

### Bronzmérkőzés
| 2011. október 2. 15:00 | Olaszország                                     | 2–3 | Törökország | Belgrád, Szerbia Nézőszám: 700 |
| 2011. október 2. 15:00 | (21–25, 25–15, 27–25, 19–25, 10–15) Jegyzőkönyv |     |             | Belgrád, Szerbia Nézőszám: 700 |

### Döntő
| 2011. október 2. 18:00 | Németország                                    | 2–3 | Szerbia | Belgrád, Szerbia Nézőszám: 9000 |
| 2011. október 2. 18:00 | (25–16, 20–25, 25–19, 20–25, 9–15) Jegyzőkönyv |     |         | Belgrád, Szerbia Nézőszám: 9000 |

| A 2011-es női röplabda-Európa-bajnokság győztese |
| ------------------------------------------------ |
| · Szerbia · 1. cím                               |

## Végeredmény
Az Európa-bajnokságon csak az első négy helyért játszottak helyosztó mérkőzéseket. A további sorrend meghatározása a következők szerint történt:
1. jobb csoportbeli helyezés
2. több szerzett pont
3. több győztes mérkőzés
4. jobb szettarány az összes mérkőzésen
5. jobb pontarány az összes mérkőzésen

A hazai csapatok eltérő háttérszínnel kiemelve.
| Helyezés |               |      | Mérkőzések | Mérkőzések | Szettek | Szettek | Szettek | Pontok | Pontok | Pontok |
| Helyezés | Csapat        | Pont | Gy         | V          | Sz+     | Sz–     | SzA     | P+     | P–     | PA     |
| -------- | ------------- | ---- | ---------- | ---------- | ------- | ------- | ------- | ------ | ------ | ------ |
| Arany    | Szerbia       | 16   | 6          | 1          | 19      | 8       | 2,375   | 611    | 520    | 1,175  |
| Ezüst    | Németország   | 16   | 5          | 1          | 17      | 4       | 4,251   | 494    | 403    | 1,226  |
| Bronz    | Törökország   | 14   | 5          | 2          | 17      | 11      | 1,545   | 626    | 593    | 1,056  |
| 4.       | Olaszország   | 11   | 3          | 3          | 13      | 11      | 1,182   | 531    | 518    | 1,025  |
|          |               |      |            |            |         |         |         |        |        |        |
| 5.       | Lengyelország | 9    | 3          | 1          | 9       | 3       | 3,000   | 288    | 252    | 1,143  |
| 6.       | Oroszország   | 9    | 3          | 1          | 9       | 5       | 1,800   | 342    | 319    | 1,072  |
| 7.       | Hollandia     | 9    | 3          | 2          | 11      | 7       | 1,571   | 421    | 388    | 1,085  |
| 8.       | Csehország    | 9    | 3          | 2          | 9       | 7       | 1,286   | 373    | 334    | 1,117  |
|          |               |      |            |            |         |         |         |        |        |        |
| 9.       | Azerbajdzsán  | 3    | 1          | 3          | 6       | 10      | 0,600   | 345    | 383    | 0,901  |
| 10.      | Franciaország | 3    | 1          | 3          | 5       | 9       | 0,556   | 279    | 321    | 0,869  |
| 11.      | Spanyolország | 3    | 1          | 3          | 4       | 9       | 0,444   | 275    | 307    | 0,896  |
| 12.      | Románia       | 3    | 1          | 3          | 3       | 9       | 0,333   | 256    | 285    | 0,898  |
|          |               |      |            |            |         |         |         |        |        |        |
| 13.      | Horvátország  | 3    | 1          | 2          | 4       | 6       | 0,667   | 222    | 236    | 0,941  |
| 14.      | Bulgária      | 0    | 0          | 3          | 0       | 9       | 0,000   | 177    | 226    | 0,783  |
| 15.      | Ukrajna       | 0    | 0          | 3          | 0       | 9       | 0,000   | 152    | 226    | 0,673  |
| 16.      | Izrael        | 0    | 0          | 3          | 0       | 9       | 0,000   | 144    | 225    | 0,640  |